# Казарса дела Делиција
Казарса дела Делиција (итал. Casarsa della Delizia) је насеље у Италији у округу Порденоне, региону Фурланија-Јулијска крајина.
Према процени из 2011. у насељу је живело 8320 становника. Насеље се налази на надморској висини од 37 м.

## Становништво
| 1936. | 1951. | 1961. | 1971. | 1981. | 1991. | 2001. | 2011. |
| ----- | ----- | ----- | ----- | ----- | ----- | ----- | ----- |
| 5.355 | 6.015 | 6.109 | 6.569 | 7.519 | 7.625 | 8.135 | 8.440 |